# Coyote Valley Trail
Le Coyote Valley Trail est un sentier de randonnée américain dans le comté de Grand, au Colorado. Il est situé au sein du parc national de Rocky Mountain, dans la Kawuneeche Valley, où il suit le cours du Colorado.